# .sm
.sm is het achtervoegsel van domeinen van websites uit San Marino.